# LT 그룹
LT 그룹(영어: LT Group)은 필리핀의 기업이다.